# Emgrand GSe
Geely GSe — 5-дверний 5-місний компактний кросовер для міста та подорожей.
| Батарея                | 53 — 61 кВт-год / 400—450 км |
| Розгін до 100 км / год | 9.9 секунд                   |
| Максимальна швидкість  | 140 км / год                 |
| Потужність             | 120 — 130 kW                 |
| Крутний момент         | 250 — 270 Нм                 |

Geely Automobile останні роки дуже добре зарекомендувала себе на китайському автомобільному ринку. Їхня модель Geely Geometry A досягла хороших результатів продажів. Компанія Geely Auto багато інвестувала в ринок чистого транспорту і вдосконалення своїх продуктів. Завдяки цьому в 2020 році на світ з'явилась Emgrand GSe, що вийшов з двома режимами їзди та дизайном, що випромінює впевненість і спокій.  
Модель має динамічну форму і доволі велике заднє крило, що робить автомобіль повноцінним купе. Внутрішній дизайн салону окрім чорної класики доступний також в біло-чорній та червоно-чорній кольорових гамах. Задня частина має відносно округлу лінію, а нижній бампер набув розпливчастої форми.
Інтер'єр машини має симетричний дизайн. На центральній консолі вбудований кольоровий сенсорний 8-ми дюймовий екран. У верхній частині торпеди розташовані розгалужені виходи повітроводу, а з двох боків фізичні кнопки.
Багатофункціональне кермо має три положення і велику кількість клавіш керування, що суттєво додає зручності водію, при цьому не перевантажене зайвими функціями. Виконане зі смаком кермо справляє приємне враження не тільки естетично, але й на дотик, приємно лягаючи в руки.
Geely Emgrand GSe 2020 року випускається з двома видами електродвигунів. Електромотори серії 500 мають максимальну потужність 120 кВт і максимальний крутний момент 250 Нм.  Електродвигунів преміумкласу серії 600 мають максимальну потужність 130 кВт.

## Галерея
|  |
|  |

|  |
|  |

|  |
|  |

|  |
|  |